# Három Város

Birgu címere

Isla címere

A Málta Három Városa elnevezés a máltai Nagy Kikötő félszigetein épült Birgu (Città Vittoriosa) és Isla (Senglea, Città Invicta), valamint a mögöttük a szárazföldön álló Bormla (Città Cospicua) városainak összefoglaló neve. Ma Cottoneraként is ismerik.

## Története
A Három Város első tagja a Birgu helyén épült borgo (vár), a Castrum maris, később Castello a mare volt. Az erőd a középkorban Málta hűbérurainak vára volt, majd a Jeruzsálemi Szent János Ispotályos Lovagrend tagjai megérkezésük után szintén itt telepedtek le (1530). 1552-ben a szomszédos félszigeten Claude de la Sengle nagymester várost építtetett, Sengleát. A Nagy ostrom után a lovagok új fővárost (Valletta) építettek a Nagy Kikötő túloldalán, ám az öböl környéke nem veszített fontosságából, ezért a Vallettát "őrző" Florianához hasonlóan a két várost védő erődítményrendszert terveztek a szárazföldre. A városokat egyetlen fallal körülkerítő rendszer végül Nicolas Cotoner nagymester idején (1663-1680) épült meg, aki az új településnek saját nevét adta (Città Cottonera), később pedig az erődítést is róla nevezték el (Cottonera-vonal). Ezzel felépült a mai Három Város. 1722-ben azonban Marc'Antonio Zondarari nagymester a várost átnevezte Città Cospicua-ra, a Cottonera nevet ettől fogva kezdték a Három Város szinonímájaként használni.
A máltai kormány 1998-ban benyújtotta javaslatát az UNESCO-hoz, hogy a kikötők erődjeit - köztük mindhárom várost - vegyék fel a világörökségi listára Lovagi erődök Málta kikötőiben néven.
Arra nincs adat, mikortól használatos a Három Város elnevezés. Hasonlóképpen létezik Málta Három Falva (Ħ'Attard, Ħal Balzan, Ħal Lija) is. Az elnevezés nem hivatalos, közigazgatásilag a településeknek nincs szorosabb kapcsolatuk egymással, mint bármely másikkal.